# Grandfontaine (Baixo Reno)
Grandfontaine é uma comuna francesa na região administrativa de Grande Leste, no departamento Baixo Reno. Estende-se por uma área de 39 km². Em 2010 a comuna tinha 400 habitantes (densidade: 10,3 hab./km²).